# Rouwbrilvogel
De rouwbrilvogel (Zosterops lugubris; synoniem: Steirops lugubris) is een zangvogel uit de familie Zosteropidae (brilvogels).

## Verspreiding en leefgebied
Deze soort is endemisch op het Afrikaanse eiland Sao Tomé, waar de vogel algemeen tot veel voorkomt. Hoewel niet bekend is hoeveel exemplaren er op Sao Tomé leven heeft de IUCN toch ingeschat dat de soort niet bedreigd wordt.